# تروفایخ
تروفایخ (به آلمانی: Trofaiach) یک شهر در اتریش است که در لوبن واقع شده‌است. تروفایخ ۱۴۳٫۲۵ کیلومتر مربع مساحت دارد ۶۵۸ متر بالاتر از سطح دریا واقع شده‌است.

## خواهرخوانده
شهرهای کلانمل و کامنیک خواهرخوانده‌های تروفایخ هستند.